# Sõmerpalu kommun
Sõmerpalu vald är en kommun i Estland.   Den ligger i landskapet Võrumaa, i den södra delen av landet, 210 km sydost om huvudstaden Tallinn. Antalet invånare är 1 874. Arean är 182 kvadratkilometer.
Terrängen i Sõmerpalu vald är platt.
Följande samhällen finns i Sõmerpalu vald:
- Sõmerpalu
- Osula
- Järvere
- Vagula
- Sulbi